# Фил Фиш
Филипп Пуассон (англ. Philippe Poisson), более известный как Фил Фиш (англ. Phil Fish) — франкоканадский разработчик компьютерных игр, ставший известным благодаря игре Fez — платформеру, выпущенному его компанией Polytron Corporation. Фиш является одним из основателей Kokoromi — команды, целью которой есть продвижение видеоигр как вида искусства, особенно игр с оригинальным геймплеем. Фиш на более поздних стадиях разработки Fez был показан в фильме «Indie Game: The Movie». В июле 2013 года объявил о своём уходе из игровой индустрии.